# Brlenić
Brlenić es una localidad de Croacia en el municipio de Krašić, condado de Zagreb.

## Geografía
Se encuentra a una altitud de 139 m s. n. m. a 48 km de la capital nacional, Zagreb.

## Demografía
En el censo 2011, el total de población de la localidad fue de 285 habitantes.
Según estimación 2013 contaba con una población de 286 habitantes.